# Pegea bicaudata
Pegea bicaudata är en ryggsträngsdjursart som först beskrevs av Jean René Constant Quoy och Joseph Paul Gaimard 1826.  Pegea bicaudata ingår i släktet Pegea och familjen bandsalper. Inga underarter finns listade i Catalogue of Life.